# Sila (Gebirge)
Die Sila ist ein Gebirgsmassiv in Kalabrien, Italien. Die etwa 1500 km² umfassende Bergregion besteht aus drei Teilen, der Sila Grande, der Sila Piccola und der Sila Greca. Der höchste Berg (Monte Botto Donato), in der Sila Grande, erreicht eine Höhe von 1928 Metern. Hier befinden sich Skipisten, da es in der Sila in den Wintermonaten beträchtliche Schneemengen gibt. In dem Gebirge entspringen die Flüsse Neto, Amato, Corace und Crati. Das Gebirge fällt im Westen zur Stadt Cosenza steil ab.

## Etymologie
Der Name Sila Greca rührt von den im Mittelalter eingewanderten Albanern, die orthodoxen Glaubens waren. Die romanische Kirche San Adriano in San Demetrio Corone weist byzantinische Elemente auf.

## Geschichte
Bereits in der Antike gab es im damaligen Bruttium ein Gebirge namens Sila, von dem aber nicht bekannt ist, ob es der gesamten heute so bezeichneten Region entsprach. Der Name ist verwandt mit dem lateinischen silva = „Wald“. Das Gebirge ist dicht bewaldet, vorherrschend ist die Laricio-Kiefer. Größter Ort ist San Giovanni in Fiore mit 17.372 Einwohnern. 
1911 hatte die Società italiana strade ferrate del Mediterraneo das Projekt einer Schmalspurbahn Cosenza-Crotone in Auftrag gegeben. 1922 konnte ein erstes kurzes Stück in Betrieb gehen. 1931 erreichte die Eisenbahn den Kulminationspunkt Camigliatello Silano auf 1272 Meter über Meer. Erst 1949 wurde weitergebaut, und 1956 wurde Kilometer 67 erbaut, wo San Giovanni in Fiore Stazione, die vorläufige Endstation war. 1997 wurde der Bahnbetrieb bereits wieder eingestellt.
In den 1920er Jahren wurden auf der Sila-Hochebene zwei Staudämme, der Lago Arvo und der Lago Ampollino, errichtet. Sie waren Teil der carbone bianco, eines ehrgeizigen Stromerzeugungs-Projekts mit fünf Staudämmen, die nur teilweise realisiert wurden.
Bereits 1968 wurde in Kalabrien ein Schutzgebiet geschaffen; das Gesetz zur Einrichtung des Nationalparks Sila trat 2002 in Kraft.